# Özlem Özgül Dündar
Özlem Özgül Dündar (Solingen, 1983) es una escritora, poetisa y traductora alemana.

## Carrera
Özlem Özgül Dündar estudió literatura y filosofía en Wuppertal. En 2014 inició estudios en el Instituto de Literatura Alemana de Leipzig. Poco tiempo después se especializó en la traducción de textos poéticos en idioma turco. Su obra ha aparecido en publicaciones literarias como Dem, Dreischneuss y Zeichen & Wunder. Por su obra literaria ha recibido varios premios y nominaciones, entre los que destacan los galardones Wolfgang Weyrauch, Kelag y Retzhofer, entre otros.

## Obras notables

### Poesía
- Gedanken Zerren (2018)

### Traducciones
- Hilmi Yavuz: Wenn die zeit kommt
- Lâle Müldür: Übersetzungen ausgewählter Gedichte aus dem Türkischen